# Вооружённые силы Советской России
Вооружённые силы Советской России — вооружённые силы РСФСР как самостоятельного государства, в период 1918—1923 годов.
Состояли из органов военного управления, Рабоче-крестьянской Красной армии (РККА) и Рабоче-крестьянского Красного флота (РККФ). В 1923 году были преобразованы в Вооружённые силы Союза ССР.

## История
26 октября 1917 года декретом «Об учреждении Совета Народных Комиссаров» II Всероссийского съезда Советов был образован Комитет по военным и морским делам, 27 октября он был переименован в Совет народных комиссаров (СНК) по военным и морским делам. На его основе 23 ноября 1917 года был создан Народный комиссариат по военным делам РСФСР, а в феврале 1918 года и Народный комиссариат по морским делам РСФСР.
Первоначально Советское правительство проводило политику демократизации и демобилизации старой армии и флота и рассчитывало заменить её армией, построенной на милиционной системе с выборным командным составом. Совет народных комиссаров основал Рабоче-крестьянскую Красную армию декретом 15 (28) января 1918 года, а 29 января (11 февраля) принял декрет о создании Рабоче-крестьянского Красного флота на добровольных началах. Для непосредственного руководства сформированием Красной армии была создана Всероссийская коллегия. Однако факт наступления германской и австро-венгерских армий в феврале 1918 года окончательно убедил руководство большевиков, что необходимо срочно создавать собственную регулярную армию.
4 марта 1918 года для руководства военными действиями и организацией армии был образован Высший военный совет. 8 апреля был принят декрет СНК об учреждении волостных, уездных, губернских и окружных комиссариатов по военным делам, 8 мая вместо Всероссийской коллегии по формированию Красной Армии был создан Всероссийский главный штаб (Всероглавштаб), который стал высшим исполнительным органом, ведавшим мобилизацией, формированием, устройством и обучением войск. Декретом ВЦИК 22 апреля было введено всеобщее воинское обучение трудящихся (Всевобуч), была отменена система выборности командного состава. На командные должности в армию и на флот начали привлекаться бывшие офицеры и генералы (военспецы), одновременно был образован институт военных комиссаров.
С января по май 1918 года Красная армия и Красный флот комплектовались добровольцами, численность созданных частей была незначительной, на 20 апреля 1918 года в Красной армии было всего 196 тысяч человек. 8 мая 1918 годабыл учреждён Всероссийский главный штаб Революционного военного совета, приказом Народного Комиссара по военным делам за № 339, взамен (заменил собою) существовавшие до этого времени Всероссийскую коллегию по формированию Красной армии и существовавшие ещё органы военного управления Вооружённых Сил России, имперского периода: Главное управление генерального штаба, Главный штаб, Главное управление военно-учебных заведений и Управление по ремонтированию армии. В целях создания массовой регулярной армии, которая была необходима в условиях расширения масштабов Гражданской войны, 10 июля 1918 года 5-й Всероссийский съезд Советов принял постановление «Об организации Красной Армии» на основе всеобщей воинской повинности трудящихся в возрасте от 18 до 40 лет. Переход к обязательной воинской службе дал возможность быстро увеличить численность Красной армии. К началу сентября 1918 года в её рядах насчитывалось уже 550 тысяч человек.
6 сентября 1918 года одновременно с объявлением Советской республики военным лагерем вместо Высшего военного совета был создан Реввоенсовет Республики (РВСР), который являлся высшим органом военной власти. В его функции входило оперативное и организационное управление войсками. Одновременно учреждалась должность Главнокомандующего всеми Вооружёнными силами Республики, который руководил действующей армией и был членом РВСР. В сентябре 1918 РВСР были переданы функции и личный состав Наркомата по военным делам, а в декабре 1918 года и Наркомата по морским делам, аппарат которого вошёл в состав РВСР в качестве Морского отдела. В ноябре был создан Полевой штаб Реввоенсовета Республики, который был подчинён главкому и занимался подготовкой войск и руководством военными действиями. К концу 1918 г. в основном было завершено создание центрального военного аппарата, который достаточно эффективно управлял Вооружёнными силами до конца Гражданской войны
1 июня 1919 года. ВЦИК принял декрет «Об объединении военных сил Советских республик: России, Украины, Латвии, Литвы и Белоруссии». Был создан военно-хозяйственный союз в целях объединения в едином центре военной организации и военного командования. Численность Красной армии и Красного флота выросла с 1,6 миллионов человек в мае 1919 года к марту 1920 года до 2,6 миллионов. 10 февраля 1921 года объединением Всероссийского главного штаба и Полевого штаба РВС Республики образован Штаб РККА.
В июне 1919 года был упразднен Морской отдел Революционного военного совета Республики. Была учреждена должность командующего всеми Морскими силами Республики (Коморси), которому были подчинены все морские силы Республики, при командующем был создан штаб. Штаб командующего в июле 1920 г. был переименован в Штаб всех Морских сил Республики, затем в 1922 г. — в Морской штаб Республики.
На 1 ноября 1920 года в Красной армии насчитывалось 5,5 миллионов человек. Из офицерского корпуса, насчитывавшего к октябрю 1917 года 200 тысяч, в Красной армии и на флоте в годы Гражданской войны служило, по разным оценкам, от 43 до 75 тысяч человек. После окончания Гражданской войны была проведена демобилизация, и к началу 1923 года численность была сокращена до 600 тыс. человек.

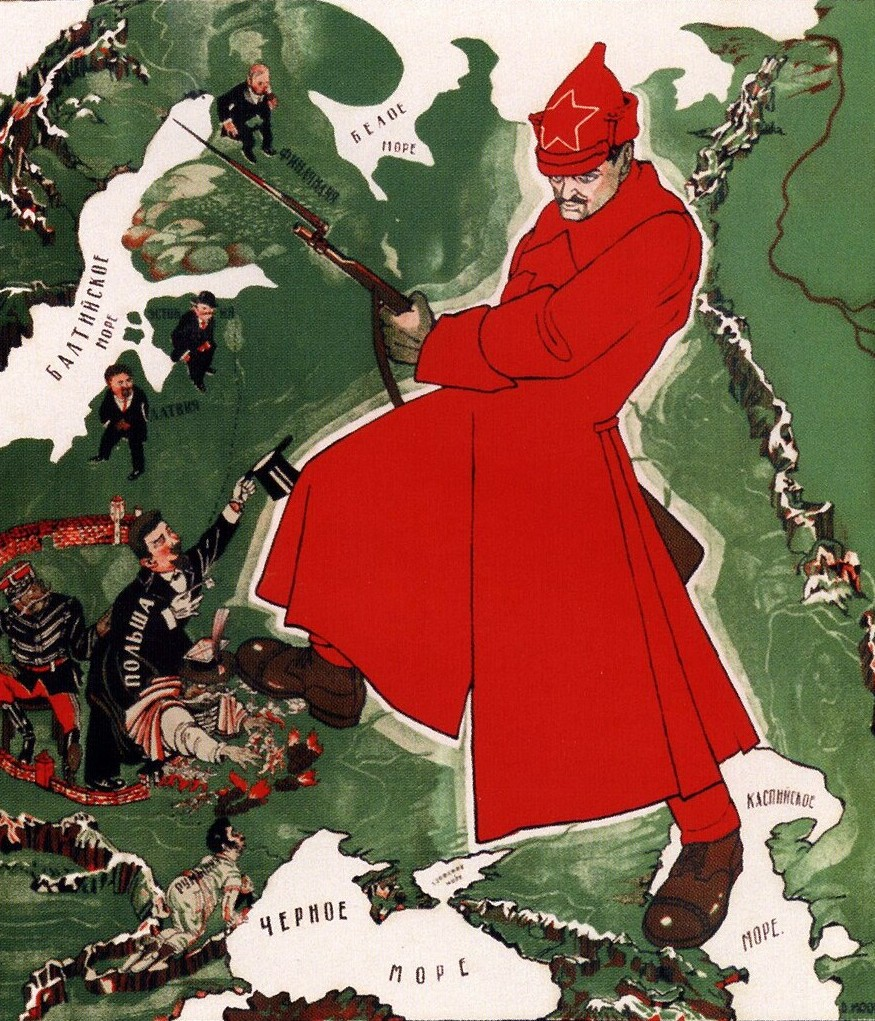
Пропагандистский плакат, 1921

## Органы управления
К 1922 году сложилась следующая система военного руководства и центрального военного управления. Руководство обороной страны, строительством Вооруженных Сил принадлежало Совету народных комиссаров РСФСР. Чрезвычайный орган власти — Совет рабочей и крестьянской обороны (с апреля 1920 года — Совет труда и обороны) выполнял задачи объединения деятельности всех учреждений и организаций, мобилизации ресурсов на укрепление обороны и Вооружённых Сил Республики.
Реввоенсовет Республики осуществлял непосредственное руководство Вооруженными Силами, а также учреждениями военного и морского ведомств. Оперативно-стратегическое руководство действующей армией возлагалось на Главнокомандующего, за которое он нес ответственность перед председателем РВСР.
В ведении РВСР находились: Штаб РККА; Политическое управление; Управление делами; финансовый отдел; главные управления: артиллерийское, военно-инженерное, Красного воздушного флота, санитарное, Центральное управление снабжения; Военно-законодательный совет; высшая военная инспекция; военно-морская инспекция; Революционный военный трибунал Республики.
Структура управления Военно-Морским Флотом была следующая. Морские силы возглавлял Командующий всеми морскими силами (коморси), с августа 1921 года ставший помощником Главкома по морским делам и подчинявшийся непосредственно РВСР, а по оперативно-строевым вопросам — Главкому. В ведении коморси находились: Управление делами морского ведомства, Морской штаб, Главное морское техническо-хозяйственное управление, Управление военно-морскими учебными заведениями, Главное гидрографическое управление, начальники морских сил, командующие флотилиями, редакционно-издательский отдел, Научно-технический комитет. Партийно-политической работой на флоте руководил морской отдел ПУРа (создан 1 марта 1922 года).

## Руководство
Комитет по военным и морским делам (совет), (26 октября 1917 — 23 ноября 1917), в составе:
- В. А. Антонов-Овсеенко;
- Н. В. Крыленко;
- П. Е. Дыбенко.

Верховный Главнокомандующий армии и флота Российской Республики
- Н. В. Крыленко[4] (9 ноября 1917 — 9 марта 1918)

Народный комиссар по военным делам РСФСР
- Н. И. Подвойский[4] — (23 ноября 1917 — 13 марта 1918)
- Л. Д. Троцкий (14 марта 1918 — 12 ноября 1923)

Народный комиссар по морским делам РСФСР
- П. Е. Дыбенко[4] (14 ноября 1917 — 13 марта 1918) (первоначально — председатель Верховной Морской Коллегии)
- Троцкий, Лев Давидович (14 марта 1918 — 12 ноября 1923)

Председатель РВСР
- Троцкий, Лев Давидович[4] (6 сентября 1918 — 26 января 1925), с 28 августа 1923 года Председатель РВС СССР

Главнокомандующий Вооружёнными Силами Республики
- И. И. Вацетис (1 сентября 1918 — 9 июля 1919 г.)
- С. С. Каменев (9 июля 1919 г. — 28 апреля 1924 г.), с 28 августа 1923 года — Главнокомандующий Вооруженными Силами СССР.

Командующий Морскими Силами Республики
- В. М. Альтфатер (12 октября 1918 — 22 апреля 1919)
- Е. А. Беренс (24 апреля 1919 — 5 февраля 1920);
- А. В. Немитц (5 февраля 1920 — 22 ноября 1921)
- Э. С. Панцержанский (22 ноября 1921 — 9 декабря 1924), с 1923 г. командующий Морскими силами СССР.

## Структура

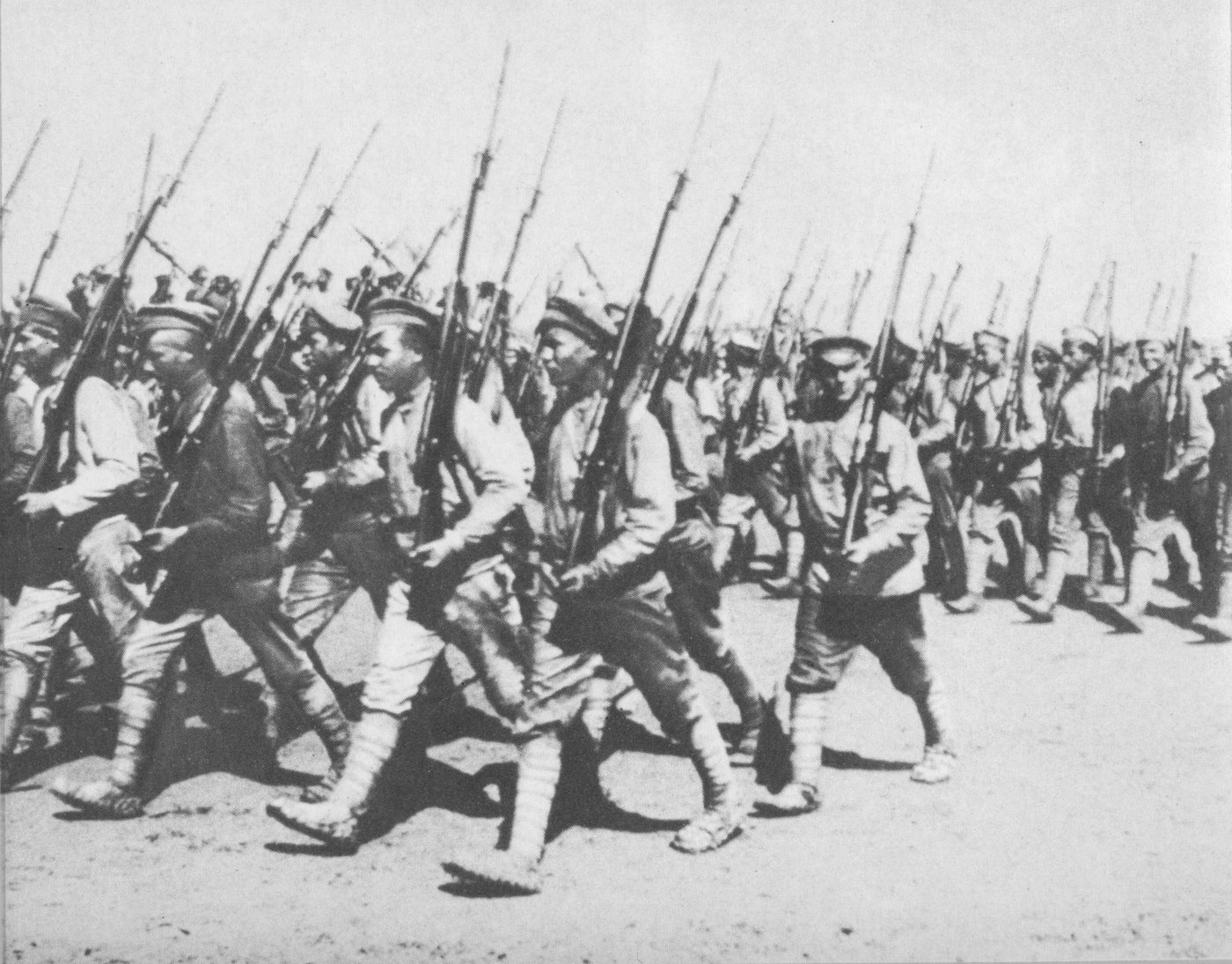
Парад частей Красной армии в Харькове, лето 1920 года

### Рабоче-крестьянская Красная армия

#### Пехота
Основной род сухопутных войск РККА. Основным тактическим соединением являлась стрелковая дивизия, составной частью дивизии являлись бригады, действующие как общевойсковые тактические соединения, в их состав входил стрелковый полк, который был самостоятельной административно-хозяйственной и тактической единицей. В начальный период создания армии после возникновения очагов вооруженной борьбы на отдельных операционных направлениях создавались формирования, называемые фронтами и армиями. По мере завершения или сокращения района боевых действий в ходе гражданской войны, а также сокращения численности РККА фронты и армии упразднялись. После окончания гражданской войны высшим общевойсковым тактическим соединением стал стрелковый корпус.

#### Кавалерия
Как род сухопутных войск, кавалерия (конница) делилась, в зависимости от выполняемых задач, на войсковую (дивизионную) и стратегическую (фронтовую, армейскую). Войсковая кавалерия была предназначена для выполнения тактических задач в интересах своих дивизий. Стратегическая предназначалась для выполнения оперативных задач фронта (армии), она была основным средством развития прорыва, придавала наступательным операциям большой размах, совершала глубокие рейды в тыл противника, широко использовала способность к быстрому маневру. В стратегической кавалерии основным тактическим соединением была кавалерийская дивизия, высшим оперативно-тактическим соединением являлся кавалерийский (конный) корпус. В качестве тактического соединения действовали отдельные кавалерийские бригады. Во время Гражданской войны были созданы 1-я и 2-я Конные армии. К концу гражданской войны в составе стратегической кавалерии действовали 4 конных корпуса, 27 кавдивизий (88192 бойца) и 7 отдельных кавбригад (13525 бойцов). К концу 1921 г. численность и количество кавалерийских дивизий были сокращены до 11-ти, а отдельных кавбригад до 4-х, часть дивизий были объединены в 1 и 2-й конные корпуса а также в 1 Конную армию.

#### Артиллерия
Как род сухопутных войск, артиллерия состояла из соединений, частей и подразделений, которые организационно входили в состав соответственно объединений, соединений, частей или в резерв Главного командования. Артиллерия по боевому предназначению и типам орудий делилась на полевую, траншейную, тяжелую особого назначения, зенитную (противосамолетную). Полевая артиллерия входила в состав стрелковых и кавалерийских дивизий и подразделялась на полевую легкую, конную, горную и полевую тяжелую. Тяжелая артиллерия особого назначения (ТАОН) находилась в подчинении Главкома, её назначением было усиление фронтов или армий, действовавших на главных стратегических направлениях. Траншейная артиллерия входила в состав стрелковых полков, зенитная входила в состав полевой и ТАОН. В период Гражданской войны в РККА в конце 1918 г. насчитывалось 1700, в середине 1919 г. — 2292, а в конце 1920 г. — 2964 орудия.

#### Рабоче-крестьянский Красный воздушный флот
В составе Красной Армии считался вспомогательным родом войск. Рабоче-крестьянский Красный воздушный флот (РККВФ) подразделялся на авиацию и воздухоплавание. Им управляло созданное 24 мая 1918 г. Главное управление РККВФ, а руководство на фронтах с сентября того же года осуществлялось Полевым управлением авиации и воздухоплавания действующей армии. В качестве основной организационной единиц в РККВФ были приняты авиационный отряд в 6 самолетов и одностанционный воздухоплавательный отряд. 3-4 авиаотряда объединялись в авиационные дивизионы. На решающем направлении действий сухопутных войск авиаотряды зачастую сводились в авиагруппы. Существовала также и морская авиация, с марта 1920 г. подчиненная Главному управлению РККВФ.

#### Броневые силы

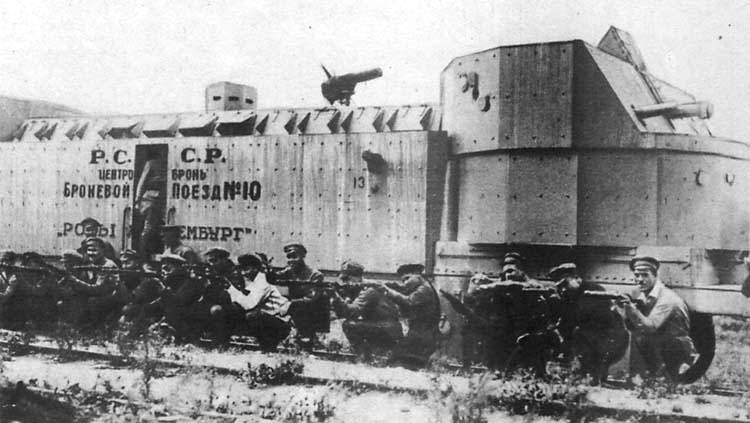
Бронепоезд номер 10 «Имени Розы Люксембург»

Как род сухопутных войск броневые силы начинали создаваться на основе броневой техники старой армии. Первоначально они состояли из автоброневых отрядов и бронепоездов. Действовали в составе стрелковых и кавалерийских дивизий либо на правах отдельной части придавались в подчинение командованию фронтов и армий. Во время гражданской войны автоброневые войска имели двойное подчинение. В организационном, техническом и хозяйственном отношениях руководство осуществляли: Центробронь (до августа 1918 г.), затем Центральное (с января 1919 г. Главное) броневое управление, с октября 1919 г. броневой отдел ГВИУ, в мае 1921 г. было создано Управление начальника броневых сил РККА, на местах — соответствующие отделы в округах. Боевое и оперативное руководство осуществлялось инспекторами бронечастей Полевого штаба РВСР, штабов фронтов, армий и соединений. К концу 1920 г. в Красной армии имелись следующие броневые силы: 49 автобронеотрядов, 122 бронепоезда, 8 бронелетучек, 10 танковых отрядов, 13 десантных отрядов, 5 бронедрезин, одна ремонтная бригада.

#### Инженерные войска
Инженерные войска являлись вспомогательным родом войск. Были предназначены для строительства укрепленных районов, оборонительных рубежей, подготовки и содержания дорог, мостов и средств переправы. Главное военно-инженерное управление (ГВИУ) и его органы — военно-инженерные управления округов были созданы в феврале 1918 г. На Управление было возложено руководство инженерной подготовкой территории страны для обороны, а также организация и вооружение инженерных частей. В РККА к 1 декабря 1919 г. существовали 33 инженерных батальона, 135 отдельных саперных рот, 21 отдельная дорожно-мостовая рота, 5 инженерных парков, 30 инженерных парковых взводов, 4 понтонных батальона, три минно-подрывных дивизиона, моторно-понтонный батальон, две маскировочные роты.

### Рабоче-крестьянский Красный флот
Балтийский флот был во время Гражданской войны единственным флотом Советской России. В этот период многие корабли нуждались в ремонте, часть кораблей пришлось законсервировать из-за отсутствия специалистов, а также нехватки топлива и боеприпасов. Из исправных кораблей был сформирован Действующий отряд кораблей (ДОТ). Также за годы Гражданской войны было создано более 30 морских, озёрных и речных флотилий. Наиболее крупными из них являлись Волжская, Каспийская, Днепровская, Северо-Двинская, Онежская и Азовская военные флотилии.

## Военные действия
- Гражданская война в России
- Советско-польская война